# Сант'Антонио ди Мавињола (Тренто)
Сант'Антонио ди Мавињола је насеље у Италији у округу Тренто, региону Трентино-Јужни Тирол.
Према процени из 2011. у насељу је живело 360 становника. Насеље се налази на надморској висини од 1132 м.